# سیارک ۱۴۲۱۰۶
سیارک ۱۴۲۱۰۶ (به انگلیسی: 142106 Nengshun، نامگذاری:2002QZ83) صد و چهل و دو هزار و صد و ششمین سیارک کشف شده‌است که در ۳۰ اوت ۲۰۰۲ کشف شد.